# Tangsø
Tangsø är en sjö i Danmark.   Den ligger i Lemvigs kommun i Region Mittjylland, 280 km väster om Köpenhamn. Genom sjön rinner Flynder Å.